# Legg Mason Tennis Classic 2005
Legg Mason Tennis Classic 2005 — тенісний турнір, що проходив на кортах з твердим покриттям у місті Washington, D.C., USA з 1 серпня. Належав до категорії ATP International Series.

## Фінальна частина

### Одиночний розряд
Енді Роддік —  Джеймс Блейк 7–5, 6–3

### Парний розряд
Боб Браян /  Майк Браян —  Вейн Блек /  Кевін Ульєтт 7–5, 6–3